# Fritz Knöchlein

Fritz Knöchlein

Johann Friedrich „Fritz“ Knöchlein (* 27. Mai 1911 in München; † 21. Januar 1949 in Hameln) war ein deutscher SS-Obersturmbannführer, der bei der Waffen-SS während des Zweiten Weltkrieges an verschiedenen Fronten diente und von den Briten nach dem Krieg als Kriegsverbrecher verurteilt und hingerichtet wurde.

## Leben
Knöchlein trat zum 1. Februar 1929 der NSDAP bei (NSDAP-Mitgliedsnummer 157.016), wurde 1934 in die SS aufgenommen (SS-Nummer 87.881) und absolvierte die SS-Junkerschule Braunschweig.
Bei Kriegsbeginn 1939 übernahm er zunächst eine Kompanie der SS-Totenkopfstandarte I „Oberbayern“ und nach dem Überfall auf Polen die 3. Kompanie im 2. SS-Totenkopf-Regiment (mot.) der SS-Division Totenkopf. In dieser Funktion nahm er auch am Westfeldzug teil, wo seine überwiegend aus schlecht ausgebildeten Reservisten bestehende Einheit in der Schlacht von Dünkirchen schwere Verluste erlitt. 99 britische Kriegsgefangene, die in die Hände der SS gefallen waren, ließ Knöchlein am 27. Mai 1940 im Massaker von Le Paradis erschießen.
Für Knöchlein blieb der Vorfall zunächst folgenlos. Er übernahm wenig später die 5. Kompanie und kam 1941 zur SS-Flakabteilung 3, wo er eine Batterie befehligte. Bei der Neuaufstellung des SS-Panzergrenadier-Regiments 36 der 16. SS-Panzergrenadier-Division „Reichsführer SS“ erhielt er das Kommando über das III. Bataillon, das er in den Kämpfen um den Landungskopf von Anzio-Nettuno anführte.
Im April 1944 wurde er Kommandeur des SS-Panzergrenadier-Regiments 23 „Norge“ der 11. SS-Freiwilligen-Panzergrenadier-Division „Nordland“. Am 10. Februar 1945 erhielt Knöchlein den Befehl über das SS-Freiwilligen-Panzergrenadier-Regiment 49 der 23. SS-Freiwilligen-Panzergrenadier-Division „Nederland“, die er bis Kriegsende führte.
Nach Kriegsende bestätigten zwei rückkehrende Überlebende, William O’Callaghan und Albert Pooley, das Massaker von Le Paradis, woraufhin die War Crimes Investigation Unit Ermittlungen aufnahm. Knöchlein wurde in Hamburg ausfindig gemacht, im Verhörzentrum London Cage verhört und vor Gericht gestellt. Im Prozess versuchte Knöchlein sein Vorgehen damit zu rechtfertigen, dass von den britischen Einheiten völkerrechtswidrig Dum-Dum-Geschosse verwendet worden seien. Dem Gericht konnten aber keine Beweise dafür vorgelegt werden, wobei zweifelhaft ist, ob auch im positiven Fall die Erschießung der Gefangenen rechtmäßig gewesen wäre. Am 25. Oktober 1948 wurde er zum Tod verurteilt und am 21. Januar 1949 im Zuchthaus Hameln hingerichtet.

## Auszeichnungen
- Eisernes Kreuz II. und I. Klasse
- Deutsches Kreuz in Gold am 15. November 1942[9]
- Ritterkreuz des Eisernen Kreuzes am 16. November 1944[10]